# Міністерство доходів і зборів України
Міністе́рство доходів і зборів Украї́ни — колишній центральний орган виконавчої влади, що існував з 2012 по 2014 рік.
Утворений на підставі Указу Президента України 24 грудня 2012 року шляхом реорганізації Державної митної служби України та Державної податкової служби України у єдиний орган. Ліквідоване 1 березня 2014 року.
Об'єднувало функції митниці в Україні та податкового органу в Україні.

## Діяльність
Протягом свого існування Міндоходів України було головним органом у системі центральних органів виконавчої влади з питань:
- забезпечення формування єдиної державної податкової, державної митної політики в частині адміністрування податків і зборів, митних платежів та реалізації єдиної державної податкової, державної митної політики;

- забезпечення формування та реалізації державної політики з адміністрування єдиного внеску на загальнообов'язкове державне соціальне страхування (далі — єдиний внесок);

- забезпечення формування та реалізації державної політики у сфері боротьби з правопорушеннями при застосуванні податкового та митного законодавства, а також законодавства з питань сплати єдиного внеску.

Міністерство стало правонаступником Державної податкової служби України та Державної митної служби України.
У складі міністерства та його територіальних органів утворювалися та діють підрозділи податкової міліції.
Згідно з розпорядженням Президента України, основним завданням Міністерства доходів і зборів був не контроль, а надання послуг підприємствам, бізнесу та фізичним особам.
Після об'єднання податкової та митної служб у Міністерство доходів і зборів Європейська бізнес асоціація (EBA) ще більше знизила податковий індекс. Згідно з результатами третьої хвилі опитування EBA, в IV кварталі 2012 року — I кварталі 2013-го загальний показник становив 2,32 бала за п'ятибальною шкалою. Найбільше на зниження рейтингу вплинуло посилення фіскального тиску. Це викликало значні труднощі в діяльності 30 % респондентів.
1 березня 2014 року Міністерство доходів і зборів було ліквідоване рішенням Кабінету Міністрів. На базі міністерства відновлено Державну податкову і Державну митну служби, які підпорядковуються Міністерству фінансів.
Створено ліквідаційну комісію під керівництвом Ігоря Білоуса.
На засіданні КМУ 27 травня 2014 було оприлюднено інформацію, що замість ліквідації Міндоходів його перейменують на Державну фіскальну службу. Останню пропонується підпорядкувати Міністерству фінансів.
Державна фіскальна служба на базі Міндоходів утворена Постановою КМУ від 21 травня 2014 р. № 160.

## Керівництво

### ЗаУряду Азарова
- Міністр доходів і зборів України — Клименко Олександр Вікторович
- Перший заступник Міністра доходів і зборів України — Дериволков Степан Дмитрович
- Заступник Міністра доходів і зборів України — Ігнатов Андрій Петрович
- Заступник Міністра доходів і зборів України, керівник апарату — Левицький Віктор Сергійович

### ЗаУряду Яценюка
- Перший заступник Міністра доходів і зборів України — Білоус Ігор Олегович
- Заступники Міністра доходів і зборів України — Науменко Віталій Петрович, Хоменко Володимир Петрович, Ноняк Михайло Васильович

## Структура міністерства

### Центральний апарат
- Департамент організаційного супроводження
- Департамент охорони державної таємниці, технічного та криптографічного захисту інформації
- Департамент інфраструктури
- Департамент персоналу
- Департамент фінансово-економічної роботи та бухгалтерського обліку
- Інформаційно-комунікаційний департамент
- Головне оперативне управління
- Головне управління внутрішньої безпеки
- Головне слідче управління фінансових розслідувань
- Департамент правової роботи
- Департамент обслуговування платників податків
- Департамент міжнародних зв'язків
- Департамент регулювання діяльності Міністерства та його територіальних органів
- Департамент відомчого контролю та внутрішнього аудиту
- Департамент оподаткування та контролю об'єктів і операцій
- Департамент боротьби з відмиванням доходів, одержаних злочинним шляхом
- Департамент доходів і зборів з фізичних осіб
- Департамент розвитку ІТ, електронних сервісів та обліку платників
- Департамент координації нормотворчої та методологічної роботи з питань оподаткування
- Координаційно-моніторинговий департамент
- Департамент контролю за обігом та оподаткуванням підакцизних товарів
- Департамент податкового та митного аудиту
- Департамент стратегічного управління та інновацій
- Департамент митної справи
- Департамент погашення заборгованостей

### Дочірні юридичні особи
У 2013 році затверджено класифікатор органів доходів і зборів.
Митниці:
| Код         | Назва                                      |
| ----------- | ------------------------------------------ |
| 10000 00 00 | Київська міжрегіональна митниця Міндоходів |
| 10100 00 00 | Житомирська митниця Міндоходів             |
| 10200 00 00 | Чернігівська митниця Міндоходів            |
| 11000 00 00 | Дніпропетровська митниця Міндоходів        |
| 11200 00 00 | Запорізька митниця Міндоходів              |
| 12300 00 00 | Севастопольська митниця Міндоходів         |
| 12500 00 00 | Київська митниця Міндоходів                |
| 20400 00 00 | Рівненська митниця Міндоходів              |
| 20500 00 00 | Ягодинська митниця Міндоходів              |
| 20600 00 00 | Івано-Франківська митниця Міндоходів       |
| 20900 00 00 | Львівська митниця Міндоходів               |
| 30500 00 00 | Чопська митниця Міндоходів                 |
| 40000 00 00 | Хмельницька митниця Міндоходів             |
| 40100 00 00 | Вінницька митниця Міндоходів               |
| 40300 00 00 | Тернопільська митниця Міндоходів           |
| 40800 00 00 | Чернівецька митниця Міндоходів             |
| 50000 00 00 | Південна митниця Міндоходів                |
| 50400 00 00 | Миколаївська митниця Міндоходів            |
| 50800 00 00 | Херсонська митниця Міндоходів              |
| 60000 00 00 | Кримська митниця Міндоходів                |
| 70000 00 00 | Східна митниця Міндоходів                  |
| 70200 00 00 | Луганська митниця Міндоходів               |
| 80500 00 00 | Сумська митниця Міндоходів                 |
| 80600 00 00 | Полтавська митниця Міндоходів              |
| 80700 00 00 | Харківська митниця Міндоходів              |
| 90100 00 00 | Кіровоградська митниця Міндоходів          |
| 90200 00 00 | Черкаська митниця Міндоходів               |

Спеціалізовані департаменти та органи:
- Спеціалізована лабораторія з питань експертизи та досліджень Міндоходів, 14200 00 00
- Департамент спеціалізованої підготовки та кінологічного забезпечення Міндоходів, 15200 00 00